# Iglesia de San Pedro Apóstol (Gaibiel)
La iglesia parroquial de San Pedro Apóstol de Gaibiel, en la comarca del Alto Palancia, en la provincia de Castellón (España), es un templo católico, declarado Bien de Relevancia Local, con código identificativo 12.07.065-001, según consta en la Dirección General de Patrimonio Artístico de la Generalidad Valenciana.
Se encuentra localizada en la plaza de la Constitución s/n del mismo núcleo poblacional de Gaibiel. Y puede considerarse un templo construido siguiendo el estilo barroco académico.

## Historia
Se considera que iniciaron las obras de construcción de la iglesia en 1792, siendo obispo Lorenzo Gómez de Haedo (1784-1809). Sin embargo se cuenta con documentación que acredita la existencia de un templo cristiano en fechas mucho más tempranas, 1277.
Se trataría en un primer momento de un edificio de dimensiones moderadas que debía ser la anterior mezquita, que habría sido reconvertida tras la conquista por parte de las tropas del rey Jaime I de Aragón, y administrada como Vicaría de moriscos.
Más tarde, ya en el siglo XVI, cuando estaba desempeñando el cargo eclesiástico de Obispo Gaspar Jofre de Borja, se lleva a cabo la configuración canónica del lugar surgiendo así la Rectoría de moriscos y se le pone bajo el patrocinio de San Pedro Apóstol.
Pese a ello, no es hasta 1597 que no se erige como parroquia, bajo el obispado de Feliciano Figueroa, quien remite la propone la creación de la nueva parroquia de Gaibiel al rey Felipe II de España, con lo que consiguió darle una mayor categoría a Gaibiel al subir de rango y constituirse en parroquia.
Ya entrado el siglo XVIII, en 1792 se comienza a llevar a cabo la construcción de un nuevo edificio que tendrá como poco el doble de las dimensiones que presentaba el primer templo de la localidad. Con la ampliación del tamaño se pudo dar lugar a naves laterales y retranquear el presbiterio, al tiempo que se realizó una elevación del techo que será a partir de ese momento abovedado.

## Descripción
Los materiales utilizados para su construcción en el siglo XVIII fueron mampostería y sillería, utilizándose contrafuertes que se sitúan por encima de las capillas laterales y que nada más pueden apreciarse desde el lado del evangelio.
La construcción ha quedado encajada entre otras, pudiéndose considerar como exenta la fachada, que es mixtilínea a los pies presentando volutas adosadas en los laterales y el remate se hace con bolas, mientras que la puerta de acceso (que es de madera de mobila recubierta de una chapa de hierro, que se encuentra decorada con dibujos a cincel alusivos al titular del templo), que puede considerarse por sus dimensiones una portada, es adintelada, estando enmarcada por pilastras que presentan capitel  toscano  y cuerpo arquitrabado superior. Esta decoración queda rematada con la presencia de una hornacina nuevamente enmarcada en pilastras, esta vez jónicas, con un frontón curvilíneo decorado con volutas adosadas y cuerpos piramidales.
Respecto a su interior, presenta planta basilical con tres naves que se dividen en cuatro crujías o tramos y crucero. Los soportes están realizados con pilares y pilastras con arcos de medio punto en las naves, dando origen a bóvedas de cañón,l que presentan lunetos en la nave central y brazos en el crucero, mientras que en las naves laterales tenemos bóvedas vaídas. El ábside, la sacristía y la cúpula presentan bóveda de medio cañón con decoraciones diversas, casetones en los dos primeros casos, y pechinas y tambor con ventanas enmarcadas en pilastras en el crucero, en el caso de la cúpula (que exteriormente se remata con teja cerámica).
Por su parte, el coro está en alto, a los pies del edificio, presentando frente rebajado, dando lugar bajo a una bóveda de cañón.
La decoración del interior (que además presenta motivos en yeserías y rosetas) se realizó en esta ampliación, haciéndose al gusto de la época, que era el  estilo barroco. Aparecen así ventanas regulares bajo los arcos de los lunetos con decoraciones de friso con triglifos y metopas que recorren todo el interior. También se pueden apreciar pinturas murales ubicadas en las puertas de acceso (en el bajo coro, sacristía (“San Pablo”) y capilla de la penitencia), así como en las bóvedas en las que se puede destacar unos medallones decorados con pintura valenciana (se trata de tres medallones del siglo XVIII con escenas de la vida de San Pedro). De las pechinas solo una queda con la pintura decorativa (con pinturas sobre los “Atributos de la Iglesia”) y en los frentes de los brazos del crucero puede distinguirse la pintura de "La Anunciación", "Descanso de la Huida a Egipto". En el ábside hay una escultura nueva de San Pedro, mientras que en el crucero, los lunetos representaban las alegorías de las cuatro virtudes cardinales estaban en muy mal estado de conservación, con simbología de la luna y el sol que las tapaban.
También presenta los pies del templo una torre campanario (con planta cuadra y cuatro cuerpos), construida con ladrillo en el lado del evangelio, y rematada en una espadaña de galería corrida alrededor del campanil, con cinco campanas que se llaman: Santa María del Rosario, San Antonio, San Pedro, la Divina Pastora y Santo Cristo de la Sed. Fue restaurado en 1998.
Desde 1939 la parroquia posee un archivo parroquial.
En el año 2007 se inicia un proceso de restauración (con una inversión de 67.108 euros, a cargo de un convenio firmado por la Diputación Provincial de Valencia, la Generalidad Valenciana y el obispado de las diócesis de Tortosa y Segorbe Castellón) con el que se da una nueva luz a la decoración pictórica del templo que se presupone es obra del pintor valenciano barroco Planes.